# André Lay
Pour les articles homonymes, voir Lay.

André Lay - nom de plume d'André Boulay - né le 26 mai 1924 à Saint-Maur-des-Fossés et mort le 1er novembre 1997 à Saint-Mandrier-sur-Mer, est un écrivain français, principalement auteur de romans policiers.

## Biographie
Enfant d'un boucher, il travaille dès dix-sept ans dans un abattoir, puis exerce divers métiers comme menuisier, fabricant de cercueils, rédacteur au ministère de la Guerre après la Seconde Guerre mondiale, avant de redevenir boucher.
Auteur de chansons fantaisistes et de poèmes, il entre aux éditions Fleuve noir en 1956 avec la publication de son premier roman, Le diable est au fond du sac. Auteur prolifique et pilier du Fleuve noir, il écrit cent quarante-deux romans jusqu'en 1987, dont cent quarante dans la collection Spécial Police.
En 1968, dans Sacré Vallespi, il crée le personnage du commissaire Vallespi, héros de dix-huit romans jusqu'en 1977.  Cette année-là, il crée un second personnage le Shérif Garrett, dont il écrit vingt et une aventures jusqu'en 1987.
Suscitant peu d'intérêt critique, l'œuvre d'André Lay a néanmoins reçu quelques appréciations élogieuses, notamment La Bonté du diable, jugé, par Michel Lebrun, comme un « excellent roman, bâti en flash-back, et doté d'une chute particulièrement savoureuse pour les amateurs de fins amorales ». 

## Œuvre

### Romans policiers
Sauf indication contraire, tous publiés dans la collection Spécial Police du Fleuve noir :

#### SérieVallespi
- Sacré Vallespi, no 668 (1968)
- Vallespi voit rouge, no 680 (1968)
- Vallespi et le Déluge, no 716 (1969)
- Safari pour Vallespi, no 734 (1969)
- Vallespi crève l'écran, no 788 (1970)
- Vallespi chasse la sorcière, no 813 (1970)
- One man show pour Vallespi, no 871 (1971)
- Vallespi et les Soucoupes volantes, no 909 (1971)
- Les Douze Travaux de Vallespi, no 952 (1972)
- Vallespi, go home, no 986 (1972)
- Avanti, Vallespi, no 1022 (1973)
- Vallespi sent la poudre, no 1063 (1973)
- Vallespi et les Kamikazes, no 1091 (1974)
- Vallespi chez les Amazones, no 1168 (1975)
- Hourra Vallespi !, no 1189 (1975)
- Vallespi au pilori, no 1234 (1976)
- V comme Vallespi, no 1252 (1976)  (ISBN 2-265-00011-6)
- Vas-y Vallespi, no 1332 (1977)  (ISBN 2-265-00346-8)

#### SérieLe Shérif
- Tu charries, shérif, no 1310 (1977)  (ISBN 2-265-00243-7)
- C'est toi, Shérif ?, no 1384 (1978)  (ISBN 2-265-00555-X)
- T'as les mains froides, Shérif, no 1403 (1978)  (ISBN 2-265-00644-0)
- Tu m'fais mal, Shérif, no 1441 (1978)  (ISBN 2-265-00783-8)
- Tout à toi, mon Shérif, no 1473 (1979)  (ISBN 2-265-00929-6)
- Suis ton étoile, Shérif, no 1508 (1979)  (ISBN 2-265-01072-3)
- Prends-moi, Shérif !, no 1568 (1980)  (ISBN 2-265-01289-0)
- Le Shérif de ces dames, no 1579 (1980)  (ISBN 2-265-01336-6)
- Pas ce soir, Shérif, no 1634 (1981)  (ISBN 2-265-01595-4)
- Me pince pas, shérif, no 1690 (1982)  (ISBN 2-265-01839-2)
- Te mouille pas, Shérif, no 1732 (1982)  (ISBN 2-265-02010-9)
- Fais-moi peur, Shérif, no 1775 (1982)  (ISBN 2-265-02203-9)
- Donne-moi ta menotte, Shérif, no 1809 (1983)  (ISBN 2-265-02326-4)
- Couvre-toi, Shérif, no 1852 (1984)  (ISBN 2-265-02506-2)
- Serre la vis, Shérif, no 1886 (1984)  (ISBN 2-265-02667-0)
- M'oublie pas, Shérif, no 1918 (1985)  (ISBN 2-265-02864-9)
- Appelle-moi, Shérif, no 1933 (1985)  (ISBN 2-265-02914-9)
- Garde ton sang-froid, Shérif !, no 1962 (1985)  (ISBN 2-265-03064-3)
- Tu m'envoûtes, Shérif, no 2007 (1986)  (ISBN 2-265-03322-7)
- Tu m'aimes, Shérif ?, no 2036 (1987)  (ISBN 2-265-03482-7)
- Reviens Shérif, no 2062 (1987)  (ISBN 2-265-03630-7)

#### Autres romans policiers
- Le diable est au fond du sac, no 88 (1956)
- Je condamne et j'oublie, no 103 (1956)
- Mes excuses au cadavre, no 119 (1957)
- P. 38 et vieilles méthodes, no 124 (1957)
- Concerto à tir rapide, no 134 (1957)
- Chacun sa croix, no 143 (1957)
- Déterrez, c'est une erreur, no 152 (1958)
- La Lionne, no 161 (1958)
- Ma mort a des yeux bleus, no 168 (1958), réédition no 1703  (ISBN 2-265-01850-3)
- La Mort à pleins bras, no 176 (1958)
- Les linceuls n'ont pas de plis, no 183 (1959)
- Jusqu'au bout de la chance, no 190 (1959)
- La route est longue jusqu'en enfer, no 199 (1959)
- Au bout de la nuit, no 205 (1959)
- Un linceul de sable, no 213 (1960)
- Panique à fleur de peau, no 224 (1960)
- Flammes, no 232 (1960)
- Preuves sans mobile, no 245 (1960)
- La Marque du cadavre, no 255 (1961)
- Les Heures sauvages, no 263 (1961)
- Pour toute la mort, no 269 (1961)
- La Dernière Piste, no 278 (1961)
- Donnez-lui votre repos, no 286 (1962)
- Hantise, no 300 (1962)
- Blizzard, no 307 (1962)
- L'Entorse, no 318 (1962), réédition no 1745  (ISBN 2-265-02044-3)
- Retour aux sources, no 329 (1963)
- La Grande Chasse, no 346 (1963)
- Les Chemins de la nuit, no 360 (1963)
- Par le feu, par le fer, no 373 (1963)
- La Part du mal, no 390 (1964)
- La Mauvaise Route, no 398 (1964)
- Le Purgatoire des innocents, no 419 (1964)
- Le Sommier, no 429 (1964)
- La Clef, no 445 (1965), réédition no 1836  (ISBN 2-265-02428-7)
- La Chandelle par les deux bouts, no 456 (1965)
- Les loups et le Renard, no 472 (1965)
- Sylvie, no 484 (1965)
- Toboggan, no 501 (1966)
- Cette mort qui nous guette, no 514 (1966)
- De vice à trépas, no 536 (1966)
- Sang et Eau, no 554 (1966)
- Dérapage, no 567 (1967)
- L'Oraison du plus fort, no 584 (1967)
- Le Froid de la mort, no 602 (1967)
- Chantage de haut vol, no 620 (1967)
- Le Partage des fauves, no 632 (1968)
- Fureur, no 655 (1968)
- L'Enfer à domicile, no 698 (1969)
- Les Portes de l'oubli, no 754 (1969)
- Les Hommes de Las Vegas, Solar (1969), réédition no 1808 (1983)  (ISBN 2-265-02300-0)
- Pour tuer la haine, no 774 (1970)
- À chaud et à sable, no 832 (1970)
- Les fauves meurent seuls, no 850 (1971)
- El Dorado, no 887 (1971)
- Le Sang à la tête, no 934 (1972)
- Mon ami le crotale, no 972 (1972)
- Les Mammouths, no 1008 (1973)
- Les Enlisés, no 1041 (1973)
- Injustice immanente, no 1083 (1974)
- Les Prédateurs, no 1103 (1974)
- Tu vas crever, no 1117 (1974)
- Come-back, no 1131 (1974)
- Schizophrénie, no 1182 (1975)
- Les Mantes religieuses, no 1215 (1975)
- Bille en tête, no 1247 (1976)
- Marthe ou crève, no 1276 (1976)  (ISBN 2-265-00101-5)
- D'un seul coup d'linceul, no 1289 (1976)  (ISBN 2-265-00168-6)
- Roucoule, pigeon, no 1345 (1977)  (ISBN 2-265-00392-1)
- Puisqu'il faut mourir, no 1360 (1977)  (ISBN 2-265-00444-8)
- De mon silence, no 1417 (1978)  (ISBN 2-265-00702-1)
- Assassin chéri, no 1460 (1979)  (ISBN 2-265-00865-6)
- La mort vient toujours seule, no 1495 (1979)  (ISBN 2-265-01022-7)
- Meurtre en pantoufles, no 1527 (1979)  (ISBN 2-265-01131-2)
- Le Sang des sirènes, no 1541 (1980)  (ISBN 2-265-01179-7)
- La Bonté du diable, no 1555 (1980)  (ISBN 2-265-01241-6)
- Le crime était plus que parfait, no 1585 (1980)  (ISBN 2-265-01384-6)
- Le Sommier, no 1625 (1980)  (ISBN 2-265-01545-8)
- Mécompte de fée, no 1648 (1981)  (ISBN 2-265-01649-7)
- Mélogamme, no 1679 (1981)  (ISBN 2-265-01766-3)
- Échéance à court terme, no 1686 (1981)  (ISBN 2-265-01807-4)
- La Tête la première, no 1718 (1982)  (ISBN 2-265-01940-2)
- Un petit homme gris dans une BMW bleue, no 1753 (1982)  (ISBN 2-265-02085-0)
- En balançoire, no 1788 (1983)  (ISBN 2-265-02222-5)
- Chute libre, no 1816 (1983)  (ISBN 2-265-02360-4)
- De soufre et d'encens, no 1877 (1984)  (ISBN 2-265-02611-5)
- Suicide à l'amiable, no 1947 (1985)  (ISBN 2-265-03010-4), réédition sous le titre En toute innocence, Fleuve noir (1988)  (ISBN 2-265-03782-6)
- Un enfer glacé, no 1997 (1986)  (ISBN 2-265-03230-1)
- Le Septième Enfer, no 2020 (1986)  (ISBN 2-265-03388-X)
- Une petite vie tranquille, no 2051 (1987)  (ISBN 2-265-03578-5)
- Les Bonnes Intentions, no 2067 (1987)  (ISBN 2-265-03673-0)

### Romans d'espionnage

#### Signé André Lay
- Les étoiles s'éteignent, Fleuve noir, coll. « Espionnage », no 98 (1956)

#### Signé signé A.B. St Maur
- Haute Voltige, Éditions Atlantic (1959)

## Filmographie
- 1961 : Mourir d'amour, film français réalisé par Dany Fog et José Bénazéraf, adaptation du roman Ma mort a des yeux bleus
- 1968 : Les Hommes de Las Vegas, film franco-hispano-italo-allemand réalisé par Antonio Isasi-Isasmendi, adaptation du roman Les Hommes de Las Vegas
- 1969 : Les Étrangers, film franco-italo-hispano-allemand réalisé par Jean-Pierre Desagnat, adaptation du roman L'Oraison du plus fort
- 1988 : En toute innocence, film français réalisé par Alain Jessua, adaptation du roman Suicide à l'amiable

## Sources
: document utilisé comme source pour la rédaction de cet article.
- Claude Mesplède (dir.), Dictionnaire des littératures policières, vol. 2 : J - Z, Nantes, Joseph K, coll. « Temps noir », 2007, 1086 p. (ISBN 978-2-910-68645-1, OCLC 315873361), p. 154-155.